# Episodi di Riverdale (prima stagione)
La prima stagione della serie televisiva Riverdale, composta da 13 episodi, è stata trasmessa in prima visione assoluta negli Stati Uniti d'America da The CW dal 26 gennaio all'11 maggio 2017.
In Italia la stagione è andata in onda dal 9 novembre al 21 dicembre 2017 su Premium Stories.
Dal 13 giugno 2018 andrà in onda, in prima visione, in chiaro, su La 5. Il 1º luglio 2018 la stagione viene interamente pubblicata su Netflix e Amazon Prime Video.
L'antagonista principale è l'assassino di Jason.
| n° | Titolo originale                            | Titolo italiano                                | Prima TV USA     | Prima TV Italia  |
| -- | ------------------------------------------- | ---------------------------------------------- | ---------------- | ---------------- |
| 1  | Chapter One: The River's Edge               | Capitolo uno: "I ragazzi del fiume"            | 26 gennaio 2017  | 9 novembre 2017  |
| 2  | Chapter Two: A Touch of Evil                | Capitolo due: "L'infernale Quinlan"            | 2 febbraio 2017  | 9 novembre 2017  |
| 3  | Chapter Three: Body Double                  | Capitolo tre: "Omicidio a luci rosse"          | 9 febbraio 2017  | 16 novembre 2017 |
| 4  | Chapter Four: The Last Picture Show         | Capitolo quattro: "L'ultimo spettacolo"        | 16 febbraio 2017 | 16 novembre 2017 |
| 5  | Chapter Five: Heart of Darkness             | Capitolo cinque: "Cuore di tenebra"            | 23 febbraio 2017 | 23 novembre 2017 |
| 6  | Chapter Six: Faster, Pussycats! Kill! Kill! | Capitolo sei: "Faster, Pussycats! Kill! Kill!" | 2 marzo 2017     | 23 novembre 2017 |
| 7  | Chapter Seven: In a Lonely Place            | Capitolo sette: "Il diritto di uccidere"       | 9 marzo 2017     | 30 novembre 2017 |
| 8  | Chapter Eight: The Outsiders                | Capitolo otto: "I ragazzi della 56ª strada"    | 30 marzo 2017    | 30 novembre 2017 |
| 9  | Chapter Nine: La Grande Illusion            | Capitolo nove: "La grande illusione"           | 6 aprile 2017    | 7 dicembre 2017  |
| 10 | Chapter Ten: The Lost Weekend               | Capitolo dieci: "Giorni perduti"               | 13 aprile 2017   | 7 dicembre 2017  |
| 11 | Chapter Eleven: To Riverdale and Back Again | Capitolo undici: "To Riverdale and Back Again" | 27 aprile 2017   | 14 dicembre 2017 |
| 12 | Chapter Twelve: Anatomy of a Murder         | Capitolo dodici: "Anatomia di un omicidio"     | 4 maggio 2017    | 14 dicembre 2017 |
| 13 | Chapter Thirteen: The Sweet Hereafter       | Capitolo tredici: "Il dolce domani"            | 11 maggio 2017   | 21 dicembre 2017 |

## Capitolo uno: "I ragazzi del fiume"
- Titolo originale: Chapter One: The River's Edge
- Diretto da: Lee Toland Krieger
- Scritto da: Roberto Aguirre-Sacasa

### Trama
Durante l'estate, nella tranquilla cittadina di Riverdale, i gemelli Cheryl e Jason Blossom escono per una gita in barca sul fiume SweetWater. Durante l'escursione, secondo quanto riportato in seguito da Cheryl, Jason perde la vita annegando in acqua.
Nello stesso periodo, Archie Andrews scopre la sua passione per la musica e inizia una relazione segreta con la sua insegnante, la signorina Grundy, che confessa alla sua migliore amica Betty Cooper, segretamente innamorata di lui.
All'inizio del nuovo anno scolastico arriva in città Veronica Lodge, figlia di Hiram Lodge, un milionario nei guai con la giustizia che attira fin da subito l'attenzione di Archie.
Betty e Veronica diventano amiche, unite dal disprezzo nei confronti di Cheryl, che sembra nascondere un segreto riguardo alla morte di Jason. 
Durante il ballo di inizio anno, Betty confessa i suoi sentimenti ad Archie, che però non vuole rovinare la loro amicizia.
A una festa Veronica, costretta da Cheryl a stare sola con Archie, finisce per baciarlo, scatenando la gelosia di Betty.
L'ex migliore amico di Archie, Jughead Jones, comincia a scrivere un racconto in cui narra gli eventi accaduti quell'estate a Riverdale.
A fine puntata, Kevin Keller, figlio dello sceriffo di Riverdale, e Moose Mason, miglior atleta della scuola, trovano il corpo senza vita di Jason sulle rive del fiume con un foro di proiettile in fronte.
- Ascolti USA: telespettatori 1.380.000[4]
- Guest stars: Trevor Stines (Jason Blossom); Ross Butler (Reggie Mantle); Casey Cott (Kevin Keller); Sarah Habel (signorina Grundy); Lochlyn Munro (Hal Cooper); Hayley Law (Valerie Brown); Nathalie Boltt (Penelope Blossom); Barclay Hope (Clifford Blossom); Tom McBeath (Smithers); Alvin Sanders (Pop Tate); Cody Kearsley (Moose Mason)

## Capitolo due: "L'infernale Quinlan"
- Titolo originale: Chapter Two: A Touch of Evil
- Diretto da: Lee Toland Krieger
- Scritto da: Roberto Aguirre-Sacasa

### Trama
Il bacio tra Veronica e Archie sembra aver rovinato il rapporto tra Veronica e Betty, ma le ragazze alla fine riescono a fare pace e tornare amiche.
Archie è indeciso se confessare o meno alla polizia che lui e la Grundy si trovavano al fiume il giorno della morte di Jason e che sentirono un colpo di pistola. Jughead, sentendo parlare Archie e la Grundy a scuola, cerca di convincere l'amico ad andare dallo sceriffo per raccontare tutto ciò che ha sentito quel giorno. Pertanto, Archie chiede consiglio a suo padre, Fred Andrews, e alla fine decide di confessare.
Intanto, Cheryl incolpa della morte di Jason la sorella di Betty, Polly, con cui quest’ultimo era stato fidanzato.
Prima di una partita di football in onore di Jason, Archie chiede scusa a Jug e, durante la partita, Cheryl ha un flashback di quando Jason era quarterback e ha un crollo nervoso e confessa a Veronica che Jason "sarebbe dovuto tornare indietro".
Veronica e Betty fanno la pace, anche Archie e Betty si riconciliano e tornano amici.
Il giorno dopo, lo sceriffo Keller interrompe le lezioni per arrestare Cheryl, poiché l'autopsia di Jason ha rivelato che il ragazzo è morto una settimana dopo il suo presunto annegamento a causa di una ferita da arma da fuoco.
- Ascolti USA: telespettatori 1.150.000[5]
- Guest stars: Trevor Stines (Jason Blossom); Ross Butler (Reggie Mantle); Jordan Calloway (Chuck Clayton); Casey Cott (Kevin Keller); Martin Cummins (Tom Keller); Sarah Habel (signorina Grundy); Robin Givens (Sierra McCoy); Nathalie Boltt (Penelope Blossom); Barclay Hope (Clifford Blossom); Hayley Law (Valerie Brown); Lochlyn Munro (Hal Cooper); Cody Kearsley (Moose Mason); Olivia Ryan Stern (Tina Patel)

## Capitolo tre: "Omicidio a luci rosse"
- Titolo originale: Chapter Three: Body Double
- Diretto da: Lee Toland Krieger
- Scritto da: Yolonda E. Lawrence

### Trama
Cheryl viene interrogata dallo sceriffo e rivela che Jason aveva deciso di andarsene da Riverdale inscenando la propria morte, e che l'ultima volta che lei lo vide fu quando lo salutò sulla sponda opposta del fiume, aspettando poi invano una telefonata da parte di lui per dirle che era al sicuro. Cheryl rivela anche di aver sentito uno sparo quella mattina.
Betty decide di riaprire il giornalino scolastico, il The Blue and Gold, poi manda Jughead a interrogare gli scout che trovarono Cheryl dopo il presunto annegamento di Jason.
Intanto, Archie confessa di essere stato al lago il 4 luglio e viene punito dal padre.
Cheryl, come segno di ringraziamento per aver sostenuto la sua versione dei fatti, permette ad Archie di partecipare alle prove della band di Josie, una ragazza della scuola che ha fondato un suo personale gruppo musicale insieme a due amiche, le PussyCats.
Veronica esce con un ragazzo di nome Chuck Clayton, ma rimane inorridita quando scopre di essere vittima di slut-shaming; Betty e Cheryl si offrono di aiutarla a fermare Chuck e trovano un libro in cui il ragazzo e i suoi amici, tra cui Jason, valutavano le loro conquiste sessuali.
Nel frattempo, Jughead scopre che il colpo sentito il 4 luglio da Archie fu sparato dal capo scout, Dilton Doiley, durante un'esercitazione.
Betty e Veronica drogano Chuck e lo costringono a scusarsi. Successivamente Chuck viene cacciato dalla squadra di football, e Betty e Cheryl promettono di aiutarsi a vicenda per scoprire la verità su Jason e Polly.
Jughead invita Dilton a rivelare la verità su quanto accadde il 4 luglio, e quest'ultimo ammette di aver visto la macchina della signorina Grundy sulla sponda del lago, rischiando così di portare alla luce la relazione tra la Grundy e Archie.
- Ascolti USA: telespettatori 1.220.000[6]
- Guest stars: Trevor Stines (Jason Blossom); Ross Butler (Reggie Mantle); Jordan Calloway (Chuck Clayton); Casey Cott (Kevin Keller); Martin Cummins (Tom Keller); Major Curda (Dilton Doiley); Robin Givens (Sierra McCoy); Sarah Habel (signorina Grundy); Shannon Purser (Ethel Muggs); Barclay Hope (Clifford Blossom); Nathalie Boltt (Penelope Blossom); Hayley Law (Valerie Brown); Lochlyn Munro (Hal Cooper); Olivia Ryan Stern (Tina Patel); Cody Kearsley (Moose Mason); Alvin Sanders (Pop Tate)

## Capitolo quattro: "L'ultimo spettacolo"
- Titolo originale: Chapter Four: The Last Picture Show
- Diretto da: Mark Piznarski
- Scritto da: Michael Grassi

### Trama
Jughead è in crisi a causa della chiusura del drive-in in cui lavora e abita.
Al Pop's Chock'lit Shoppe, una nota tavola calda di Riverdale, Betty vede Archie e suo padre a cena con la signorina Grundy e rivela all'amico di sapere tutto della sua relazione con l'insegnante.
Intanto, Cheryl fotografa l'incontro tra Hermione Lodge, madre di Veronica, e un membro dei Southside Serpents, una banda di criminali di Riverdale.
Betty affronta la signorina Grundy per scoprirne di più sulla sua vita, mentre Veronica chiede spiegazioni alla madre riguardo al suo incontro con il membro della banda.
Betty e Veronica entrano di nascosto nella macchina della Grundy, scoprono che il suo vero nome è Jennifer Gibson e trovano una pistola. A quel punto, Archie chiede alla Grundy di dirgli la verità e la donna rivela di aver cambiato nome per fuggire da una precedente relazione con un uomo violento.
Hermione si reca nell'ufficio del sindaco, Sierra McCoy, per pagare il terreno su cui sorge il drive-in.
Quella sera, Veronica vede Hermione parlare nuovamente con i Southside Serpents e, in seguito, Hermione rivela di aver usato la banda di criminali per vandalizzare il drive-in e abbassare così il prezzo di acquisto per permettere al marito Hiram di comprarlo dalla prigione.
Intanto, Alice Cooper, la madre di Betty, scopre la relazione tra Archie e la Grundy, così quest'ultima è costretta a lasciare la città per evitare possibili accuse.
Al drive-in, Kevin inizia a flirtare con un Southside Serpent, Joaquin Santos.
Lo sceriffo Keller scopre che tutte le sue prove riguardanti l'assassinio di Jason sono state rubate.
Jughead parla con il leader dei Southside Serpents, che si rivela essere suo padre, F.P. Jones, poi lascia il drive-in in cerca di una nuova casa.
- Ascolti USA: telespettatori 1.140.000[7]
- Guest stars: Skeet Ulrich (FP Jones); Casey Cott (Kevin Keller); Martin Cummins (Tom Keller); Sarah Habel (signorina Grundy); Robin Givens (Sierra McCoy); Nathalie Boltt (Penelope Blossom); Lochlyn Munro (Hal Cooper); Barclay Hope (Clifford Blossom); Rob Raco (Joaquin Santos)

## Capitolo cinque: "Cuore di tenebra"
- Titolo originale: Chapter Five: Heart of Darkness
- Diretto da: Jesse Warn
- Scritto da: Ross Maxwell

### Trama
L'allenatore della squadra di football della Riverdale High, il signor Clayton, è indeciso se affidare l'incarico di capitano a Reggie Mantle o ad Archie, che è impegnato anche a scrivere le sue canzoni.
 Archie conosce Oscar Castillo, un insegnante di musica che, dopo aver ascoltato le sue canzoni, decide di non aiutarlo.
Nel frattempo, Trevor confida a Betty che nelle settimane precedenti alla sua morte Jason era diventato riservato e di aver sentito inoltre che era finito a spacciare droga. Jughead suggerisce di approfittare della veglia funebre di Jason a casa dei Blossom per cercare qualche indizio su quanto accaduto realmente a Jason.
Una sera, Hermione trova una scatola indirizzata a lei con dentro un serpente e capisce che si tratta di un messaggio minatorio da parte dei Southside Serpents.
Alla commemorazione funebre di Jason, Cheryl decide di tenere un elogio in onore del fratello gemello, nonostante i suoi genitori glielo abbiano proibito, ma scoppia a piangere durante il discorso.
Jughead e Betty incontrano la nonna di Jason e Cheryl, Rose Blossom, che confonde Betty con Polly e rivela che Polly e Jason erano fidanzati e volevano sposarsi.
Archie viene nominato capitano della squadra di football, ma rifiuta per dedicarsi alla musica.
Parlando con suo padre, Hal Cooper, Betty scopre che la sua famiglia e i Blossom si odiano da quando il bisnonno di Cheryl uccise il bisnonno di Betty per arricchirsi nel business di sciroppo d’acero. Jughead e Betty capiscono quindi che il padre di Betty è colui che ha rubato le prove dell'omicidio di Jason dalla casa dello sceriffo Keller.
- Ascolti USA: telespettatori 980.000[8]
- Special guest star: Raúl Castillo (Oscar Castillo)
- Guest stars: Trevor Stines (Jason Blossom); Ross Butler (Reggie Mantle); Casey Cott (Kevin Keller); Martin Cummins (Tom Keller); Nathalie Boltt (Penelope Blossom); Barclay Hope (Clifford Blossom); Hayley Law (Valerie Brown); Lochlyn Munro (Hal Cooper); Barbara Wallace (Rose Blossom); Cody Kearsley (Moose Mason)

## Capitolo sei: "Faster, Pussycats! Kill! Kill!"
- Titolo originale: Chapter Six: Faster, Pussycats! Kill! Kill!
- Diretto da: Steve Adelson
- Scritto da: Tessa Leigh Williams e Nicholas Zwart

### Trama
Archie decide di iscriversi allo spettacolo annuale del liceo di Riverdale e chiede aiuto a Valerie, membro delle PussyCats, per prepararsi. La ragazza accetta e, stufa dell'irascibilità della sua leader, Josie, decide di lasciare le PussyCats per cantare insieme ad Archie.
Jughead e Betty continuano le loro indagini sull'omicidio di Jason e scoprono che Polly è stata mandata dai suoi genitori a vivere in un istituto religioso per ragazzi problematici.
 Betty riesce a parlare con la sorella maggiore, che le rivela di essere incinta di Jason e che lei e Jason avevano pianificato di fuggire insieme il 4 luglio; i coniugi Cooper tuttavia vennero a sapere del loro piano e fecero rinchiudere Polly nel manicomio prima che lei e Jason fuggissero.
Veronica sostituisce Valerie nelle PussyCats, ma Josie è in ansia per la presenza del padre allo spettacolo e pertanto non riesce a concentrarsi.
Jughead va a trovare Betty e la bacia; i due decidono poi di andare a cercare l'auto nascosta da Jason e Polly per dimostrare l'innocenza di Polly nell’assassinio di Jason.
Veronica scopre di essere stata nominata fiduciaria delle Lodge Industries dopo l'arresto del padre e affronta sua madre riguardo alla sua fresca relazione con Fred Andrews, a cui viene affidata la nuova costruzione sul terreno del drive-in.
A causa di alcuni dissapori, Valerie torna con le PussyCats e Archie trova il coraggio di esibirsi sul palco da solo.
Jughead e Betty trovano l'auto di Jason e Polly, al cui interno è custodita della droga, quindi corrono ad avvertire lo sceriffo Keller. Al loro ritorno, tuttavia, i due ragazzi trovano l'auto in fiamme.
A fine episodio, Polly fugge dall'istituto religioso in cui era stata internata dai genitori.
- Ascolti USA: telespettatori 1.090.000[9]
- Guest stars: Ross Butler (Reggie Mantle); Casey Cott (Kevin Keller); Martin Cummins (Tom Keller); Tiera Skovbye (Polly Cooper); Lochlyn Munro (Hal Cooper); Hayley Law (Valerie Brown); Robin Givens (Sierra McCoy); Reese Alexander (Myles McCoy); Cody Kearsley (Moose Mason)

## Capitolo sette: "Il diritto di uccidere"
- Titolo originale: Chapter Seven: In a Lonely Place
- Diretto da: Allison Anders
- Scritto da: Aaron Allen

### Trama
I Cooper e i Blossom organizzano due diversi gruppi di ricerca per trovare Polly. Tra le due famiglie la tensione è alle stelle, ma quando Cheryl viene a sapere che Polly è incinta di Jason decide di offrire il suo aiuto per nascondere Polly dai genitori.
Betty ritrova Polly nascosta nella soffitta di casa loro.
Su consiglio del figlio, Fred Andrews decide di offrire un lavoro al padre di Jughead, F.P.; quest'ultimo rivela poi che lui e Fred fondarono insieme la Andrews Construction, ma che Fred lo cacciò dopo che lui ebbe alcuni problemi con la giustizia. Fred ribatte che F.P. aveva rubato i soldi della compagnia e faceva uso di alcol e droga.
Jughead viene preso in custodia come possibile sospettato per l'omicidio di Jason, in quanto era spesso preso di mira dalla squadra di football di cui Jason era il capitano, ma Fred gli fornisce un alibi.
Cheryl, temendo che i suoi genitori abbiano delle cattive intenzioni, consiglia ai Cooper di nascondere Polly, che va a vivere con Hermione e Veronica Lodge.
A fine episodio, si viene a sapere che F.P. Jones ha la giacca di Jason nella sua roulotte.
- Ascolti USA: telespettatori 1.030.000[10]
- Guest stars: Trevor Stines (Jason Blossom); Skeet Ulrich (FP Jones); Ross Butler (Reggie Mantle); Casey Cott (Kevin Keller); Martin Cummins (Tom Keller); Nathalie Boltt (Penelope Blossom); Barclay Hope (Clifford Blossom); Hayley Law (Valerie Brown); Lochlyn Munro (Hal Cooper); Tiera Skovbye (Polly Cooper); Alvin Sanders (Pop Tate)

## Capitolo otto: "I ragazzi della 56ª strada"
- Titolo originale: Chapter Eight: The Outsiders
- Diretto da: David Katzenberg
- Scritto da: Julia Cohen

### Trama
Polly rivela allo sceriffo Keller che Jason avrebbe dovuto consegnare la droga per una banda di motociclisti, per poi racimolare soldi e poter scappare insieme a lei da Riverdale. Veronica suggerisce di ospitare a casa sua un baby shower per Polly, per farla sentire più amata.
I lavoratori di Fred se ne vanno a causa del lavoro promesso loro da Clifford Blossom, padre di Cheryl e Jason e proprietario di un’importante industria di sciroppo d’acero.
 Archie cerca allora di aiutare il padre facendo in modo che alcuni suoi amici lavorino al progetto di costruzione, ma Moose viene picchiato dopo aver visto qualcuno vandalizzare i macchinari della Andrews Construction. Archie si reca allora nel bar dove si ritrovano i Serpents per trovare i colpevoli del pestaggio di Moose, ma qui F.P. ferma una rissa sul nascere, e Archie capisce che il padre di Jughead è uno della banda.
Al baby shower per Polly, Penelope Blossom, madre di Cheryl e Jason, e Alice Cooper discutono in merito a dove e con chi dovrebbe vivere Polly.
Alice scopre che suo marito Hal aveva organizzato una visita dal medico per far abortire Polly e, durante la discussione che ne segue tra i genitori di Polly e Betty, Alice caccia fuori di casa il marito quando lui rifiuta di far tornare la figlia maggiore a casa.
F.P. recluta alcuni dei suoi per rimpiazzare la squadra di lavoratori di Fred, poi informa Hermione che Hiram è il mandante dell'attacco al cantiere di Fred.

Polly sceglie di andare a vivere con i Blossom.
- Ascolti USA: telespettatori 990.000[11]
- Guest stars: Trevor Stines (Jason Blossom); Skeet Ulrich (FP Jones); Casey Cott (Kevin Keller); Martin Cummins (Tom Keller); Nathalie Boltt (Penelope Blossom); Barclay Hope (Clifford Blossom); Tiera Skovbye (Polly Cooper); Lochlyn Munro (Hal Cooper); Hayley Law (Valerie Brown); Barbara Wallace (Rose Blossom); Rob Raco (Joaquin DeSantos); Bruce Blain (Vic); Olivia Ryan Stern (Tina Patel); Cody Kearsley (Moose Mason); Alvin Sanders (Pop Tate).

## Capitolo nove: "La grande illusione"
- Titolo originale: Chapter Nine: La Grande Illusion
- Diretto da: James DeWille
- Scritto da: Lee Rose

### Trama
Mentre la cerimonia annuale degli alberi di acero della famiglia Blossom si avvicina, Cheryl chiede ad Archie di accompagnarla. Quando però il ragazzo rifiuta, Penelope Blossom tenta di ingraziarselo offrendogli di mettere una buona parola per lui in una prestigiosa scuola di musica.
Veronica invita Ethel, una sua compagna di scuola che sta vivendo una difficile situazione famigliare, a casa sua; in quella circostanza, Hermione rivela a Veronica che il padre di Ethel era uno degli investitori di Hiram e che ora ha perso tutto a causa del suo arresto. Veronica resta poi sconvolta nell'apprendere che il padre di Ethel ha tentato il suicidio a causa delle sue difficoltà economiche e finanziarie.
Alice, che fa la giornalista, si prepara a pubblicare un articolo completo sui Blossom, ma suo marito Hal la licenzia per ripicca dal giornale in cui entrambi lavorano, visto che è stato cacciato fuori di casa.
Betty riceve una chiamata da Archie, apprendendo che Polly si è trasferita dai Blossom per scoprire la verità sulla morte di Jason.
Betty e Jughead decidono di pubblicare l'articolo di Alice sul giornalino della scuola e chiedono ad Alice di unirsi a loro.
Alla fine, resosi conto che i Blossom lo stanno usando per costruire un'immagine familiare più solida agli occhi dei collaboratori al business di famiglia, Archie se ne tira fuori e tenta di riconciliarsi con Valerie, che però lo respinge.
- Ascolti USA: telespettatori 910.000[12]
- Guest stars: Trevor Stines (Jason Blossom); Shannon Purser (Ethel Muggs); Casey Cott (Kevin Keller); Nathalie Boltt (Penelope Blossom); Barclay Hope (Clifford Blossom); Hayley Law (Valerie Brown); Lochlyn Munro (Hal Cooper); Tiera Skovbye (Polly Cooper); Arabella Bushnell (Zia Cricket); Jenn McLean-Angus (Signora Muggs)

## Capitolo dieci: "Giorni perduti"
- Titolo originale: Chapter Ten: The Lost Weekend
- Diretto da: Britta Lundin e Brian E. Paterson
- Scritto da: Dan Wilkinson

### Trama
Fred parte alla volta di Chicago per finalizzare il divorzio con la sua ex moglie Mary, madre di Archie, che resta da solo a Riverdale in balia dei suoi pensieri sulle sorti dei genitori. Betty viene a sapere da Archie che si sta avvicinando il compleanno di Jughead, al quale non è mai andato a genio di festeggiare a causa delle sue sempre più precarie situazioni in famiglia, ma la ragazza decide di cambiare la tradizione ed organizzargli una festa tra pochi intimi con Archie, Veronica, Kevin, Ethel e Joaquin. Nel frattempo, Veronica, dopo aver scoperto dagli amici che dietro all’arresto di suo padre si cela lo zampino dei Blossom, si scontra con Cheryl in una gara tra cheerleaders che la vede uscire vincitrice, così Cheryl, per vendicarsi, si presenta la sera della festa di Jughead a casa di Archie per seminare caos e zizzania. Il ritrovo si trasforma ben presto in un vero e proprio hard-party, cui partecipa alla fine anche FP dopo le continue insistenze di Betty, fino a quando non arriva il momento di un gioco di segreti proposto da Cheryl: mentre quest’ultima e Veronica si punzecchiano a vicenda, lo stesso fa Chuck, che ha finito di scontare la sua sospensione da scuola, con Betty, rinfacciandole della sera in cui lei lo ha quasi fatto annegare nell’idromassaggio, ma Jughead interviene per la fidanzata e si azzuffa con Chuck. FP seda la rissa e dichiara la festa conclusa, dopodiché Archie e Veronica si baciano e passano insieme la notte. L’indomani mattina, Veronica sceglie di testimoniare in favore di Hiram solo ed unicamente per via di una lettera intimidatoria inviatale dall’uomo con la quale minaccia di trascinare anche sua madre Hermione in un mare di caos perché colpevole quanto lui. Fred, intanto, fa il suo ritorno a Riverdale insieme a Mary, con grande sorpresa di Archie.
- Ascolti USA: telespettatori 870.000[13]
- Guest star: Jordan Calloway (Chuck Clayton), Casey Scott (Kevin Keller), Major Curda (Dilton Doiley), Shannon Purser (Ethel Muggs), Molly Ringwald (Mary Andrews), Skeet Ulrich (FP Jones), Asha Bromfield (Melody Valentine), Hayley Law (Valerie Brown), Rob Raco (Joaquin).

## Capitolo undici: "To Riverdale and Back Again"
- Titolo originale: Chapter Eleven: To Riverdale and Back Again
- Diretto da: Kevin Sullivan
- Scritto da: Roberto Aguirre-Sacasa

### Trama
Archie e sua madre Mary hanno finalmente l’occasione di passare un po' di tempo insieme, mentre la deposizione di Veronica per Hiram ha aumentato le possibilità del suo rilascio. Tuttavia la ragazza è preoccupata che il padre abbia potuto avere qualcosa a che fare con la morte di Jason, probabilmente ingaggiando FP dalla prigione per commettere l’omicidio come già fece quando gli chiese di vandalizzare i terreni del drive-in, pertanto collabora con Alice per scoprire tutta la verità, trovando un alleato in Archie ma tenendo all’oscuro Betty e Jughead. A Thornhill, il comportamento di Polly, che sta ancora cercando collegamenti su quanto capitato a Jason, attira i sospetti di Penelope e Clifford, i quali la anestetizzano con dei tranquillanti per calmarla, soprattutto dopo che la giovane è entrata insieme a Cheryl nella loro camera privata, dove entrambe hanno ritrovato l’anello di Nana Rose che possedeva Jason. Cheryl finge di essersi disfatta dell’anello agli occhi dei genitori per sviare eventuali dubbi. Intanto, il piano di Alice e Veronica comincia: mentre la donna invita FP e Jughead ad una cena in casa propria come diversivo, Archie e Veronica ne approfittano per entrare nella roulotte dell’uomo e frugarvici in cerca di indizi, pur senza successo. Successivamente, i ragazzi e i rispettivi genitori si riuniscono al ballo dell’”Homecoming”, ma la serata prende una brutta piega prima quando Betty e Jughead scoprono di essere stati raggirati da Archie e Veronica, e poi quando Kevin annuncia che suo padre ha arrestato FP dopo il ritrovamento della pistola che ha ucciso Jason durante una perquisizione in casa sua. Jughead resta devastato dalla notizia, ma Archie e Veronica capiscono che FP è stato incastrato dal momento che loro stessi non hanno trovato alcuna pistola nella sua roulotte.
- Ascolti USA: telespettatori 890.000[14]
- Guest star: Casey Scott (Kevin Keller), Martin Cummins (Sceriffo Keller), Robin Givens (Sierra McCoy), Molly Ringwald (Mary Andrews), Skeet Ulrich (FP Jones), Nathalie Boltt (Penelope Blossom), Asha Bromfield (Melody Valentine), Peter Bryant (Mr. Weatherbee), Barclay Hope (Cliff Blossom), Hayley Law (Valerie Brown), Lochlyn Munro (Hal Cooper), Rob Raco (Joaquin), Tiera Skovbye (Polly Cooper).

## Capitolo dodici: "Anatomia di un omicidio"
- Titolo originale: Chapter Twelve: Anatomy of a Murder
- Diretto da: Rob Seidenglanz
- Scritto da: Michael Grassi

### Trama
Archie, Betty e Veronica sono determinati a provare dell’innocenza di FP, il quale, però, inaspettatamente confessa tutto quanto: di come abbia rapito Jason per chiedere un grosso riscatto al padre Clifford, uccidendolo poi quando aveva tentato di opporsi ed occultandone il cadavere. La confessione di FP non convince nessuno dei ragazzi, che credono stia proteggendo qualcuno. Betty ed Alice sorprendono Hal sbarazzarsi dei fascicoli rubati in precedenza dallo sceriffo sull’omicidio di Jason così da poter mantenere un segreto di famiglia: Hal, infatti, rivela che suo nonno era un Blossom prima di venire ucciso dal proprio fratello, quindi la sua genealogia si separò dalla famiglia e cambiò cognome in Cooper, il che rende quello tra Polly e Jason una sorta di incesto di cui si voleva nascondere l’esistenza. A questo punto, madre, padre e figlia recuperano Polly da Thornhill. Tramite l’intercessione di Mary, brillante avvocato di professione, Archie, Veronica e Kevin interrogano Joaquin, chiamato da FP la sera stessa del suo arresto, al che il ragazzo si vede costretto a confermare la versione dei fatti di FP, avendolo aiutato a liberarsi del corpo di Jason e a pulire la scena del crimine, ossia lo scantinato del White Wyrm. Veronica è più certa che mai che sia stato suo padre a commissionare l’omicidio, per cui si reca insieme ai ragazzi presso l’abitazione di Mustang, un Serpent in combutta con FP, ma al loro arrivo l’uomo è già morto per overdose e la polizia trova sotto al suo letto un borsone pieno di soldi appartenente ad Hiram, prova inconfutabile che i Serpents lavoravano per conto di Lodge. Il quadro sembrerebbe chiuso, ma Joaquin, come ultimo aiuto, indirizza Betty, Jughead e Kevin nel posto in cui Jason aveva nascosto la sua auto e dove i tre rinvengono quello che FP riteneva la sua “garanzia”: la giacca di Jason, all’interno della quale i ragazzi trovano a sua volta una chiavetta USB. Archie, Betty, Veronica, Jughead e Kevin prendono visione del contenuto e ciò che vedono li lascia a bocca aperta: un filmato delle telecamere di sorveglianza del White Wyrm che immortala Clifford mentre tiene prigioniero Jason, rapito da Mustang e a cui sottrae l’anello di Nana Rose, per poi ucciderlo a sangue freddo con un colpo di pistola alla fronte. Betty, sconvolta come i suoi amici, telefona subito Cheryl per avvertirla ed Alice consegna la pennetta allo sceriffo, che tuttavia arriva troppo tardi nella magione dei Blossom, poiché Clifford si è già tolto la vita impiccandosi nella distilleria di sciroppo d’acero di famiglia. Ciononostante, purtroppo, le accuse a carico di FP, che aveva confessato per proteggere Jughead dalle minacce di Clifford, tra cui occultamento di cadavere e falsa testimonianza, ancora non cadono.
- Ascolti USA: telespettatori 980.000[15]
- Guest star: Casey Scott (Kevin Keller), Martin Cummins (sceriffo Keller), Robin Givens (Sierra McCoy), Molly Ringwald (Mary Andrews), Skeet Ulrich (FP Jones), Nathalie Boltt (Penelope Blossom), Peter Bryant (Mr. Weatherbee), Barclay Hope (Cliff Blossom), Lochlyn Munro (Hal Cooper), Rob Raco (Joaquin), Christopher Rosamond (Mustang), Tiera Skovbye (Polly Cooper).

## Capitolo tredici: "Il dolce domani"
- Titolo originale: Chapter Thirteen: The Sweet Hereafter
- Diretto da: Lee Toland Krieger
- Scritto da: Roberto Aguirre-Sacasa

### Trama
Viene rivelato che Clifford Blossom era nel business della droga e che Jason l'aveva scoperto. Per tutelarsi, Clifford decise dunque di uccidere il figlio e, scoperto il vero assassino, F.P viene scagionato da tutte le accuse relative all'omicidio, rimanendo però in custodia cautelare poiché accusato di aver depistato le indagini della polizia. Il sindaco McCoy e lo sceriffo Keller, in cambio della libertà e della possibilità di prendersi cura del figlio Jugh, gli propongono di rivelare nomi dei membri dei Serpents che collaboravano con Clifford.
Intanto, sono in corso i festeggiamenti per il 75º anniversario della fondazione di Riverdale e il sindaco McCoy incarica Betty e Archie, coloro che hanno scoperto la verità sull'assassino di Jason, di preparare lo spettacolo e il discorso per la città. Inizialmente, però, i due ragazzi si rifiutano in quanto non potranno essere aiutati dal loro amico Jughead, poiché ritenuto una persona scomoda in quanto figlio di F.P.
Nel frattempo, Betty apprende da Alice che, quando sua madre era al liceo, aveva scoperto di essere incinta, ma poiché Hal (all’epoca già suo ragazzo) non voleva tenere il bambino, lei decise di dare in adozione il figlio alle suore di Silent Mercy.
Intanto, Jughead viene affidato alle cure di una famiglia affidataria e si trasferisce alla Southside High, scuola situata nel distretto della famiglia affidataria.
Devastata dai segreti di famiglia e dal suicidio del padre, Cheryl tenta di annegarsi nel fiume SweetWater, ma Archie, Veronica, Betty e Jughead riescono a salvarla.
Dopo i festeggiamenti per la fondazione della città, Archie e Veronica passano la notte insieme, mentre Jughead e Betty si dichiarano amore reciproco, venendo però interrotti dai Serpents, che consegnano al ragazzo la giacca simbolo della loro banda, in segno di rispetto nei confronti del padre, che ha scelto di non fare la spia, rimanendo così in prigione.
Cheryl, in seguito, brucia la villa di famiglia, la villa di Thornhill, con grande sgomento di sua madre Penelope.
Il giorno seguente, Archie incontra suo padre al Pop's Chock'lit Shoppe per fare colazione. Il locale viene però preso d'assalto da un uomo armato e mascherato che chiede al proprietario, Pop, di mostrargli la cassaforte. Alla fine, rivolgendosi a Fred, l’uomo mascherato gli intima di consegnargli il portafoglio, minacciandolo con una pistola. Quando Archie tenta di intervenire, il bandito spara a Fred e poi fugge via.
- Ascolti USA: telespettatori 960.000[16]
- Guest star: Casey Cott (Kevin Keller), Martin Cummins (sceriffo Keller), Robin Givens (Sierra McCoy), Skeet Ulrich (FP Jones), Nathalie Boltt (Penelope Blossom), Asha Bromfield (Melody Valentine), Peter Bryant (Mr. Wheaterbee), Hayley Low (Valerie Brown), Lochlyn Munro (Hal Cooper), Tiera Skovbye (Polly Cooper).